# Grande Prêmio da França de 2007
Resultados do Grande Prêmio da França de Fórmula 1 realizado em Magny-Cours em 1º de julho de 2007. Oitava etapa do campeonato, foi vencido pelo finlandês Kimi Räikkönen, que subiu ao pódio junto a Felipe Massa numa dobradinha da Ferrari, com Lewis Hamilton em terceiro pela McLaren-Mercedes.

## Resumo
Após o Grande Prémio dos Estados Unidos, as equipas da Fórmula 1 seguiram para o Circuito de Silverstone para um teste de três dias. Nove equipes participaram, com exceção da Honda Racing F1 e da Super Aguri, que optaram por testar no Circuito Permanente de Jerez.
A corrida marcou o retorno da Ferrari ao ponto mais alto do pódio depois de um desempenho ruim nas últimas provas, o domínio da equipe italiana começou quando Felipe Massa conquistou a pole no sábado e melhorou ainda mais quando Räikkönen ganhou a segunda posição na largada depois de sair em terceiro, na pista o piloto finlandês ainda conseguiu um desempanho melhor após sua segunda parada nos boxes e ultrapassou Felipe Massa assumindo a ponta e chegando a sua segunda vitória na temporada.
O brasileiro Felipe Massa perdeu a chance de chegar a sua terceira vitória no ano e pela segunda vez não foi o vencedor largando na pole, ao contrário do que ocorreu nas outras 6 corridas onde o pole-position sempre venceu, Lewis Hamilton mesmo perdendo a segunda posição na largada e tendo que fazer três paradas nos boxes, chegou em terceiro e manteve o seu recorde de fazer pódio em todas as corridas do ano, além de manter também a liderança no campeonato.
Outro destaque na corrida foi o espanhol Fernando Alonso que largou em 10º lugar e com algumas ultrapassagens na corrida terminou em 7º lugar, a corrida marcou também o retorno de Robert Kubica que havia se afastado após um acidente no Canadá, chegando na 4ª posição.

## Classificação da prova

### Treinos classificatórios
| Pos.   | Nº | Piloto               | Equipe             | Q1       | Q2         | Q3         | Grid | Notas      |
| ------ | -- | -------------------- | ------------------ | -------- | ---------- | ---------- | ---- | ---------- |
| 1      | 5  | Felipe Massa         | Ferrari            | 1:15.303 | 1:14.822   | 1:15.034   | 1    |            |
| 2      | 2  | Lewis Hamilton       | McLaren-Mercedes   | 1:14.805 | 1:14.795   | 1:15.104   | 2    |            |
| 3      | 6  | Kimi Räikkönen       | Ferrari            | 1:14.872 | 1:14.828   | 1:15.257   | 3    |            |
| 4      | 10 | Robert Kubica        | BMW Sauber         | 1:15.778 | 1:15.066   | 1:15.493   | 4    |            |
| 5      | 3  | Giancarlo Fisichella | Renault            | 1:16.047 | 1:15.227   | 1:15.674   | 5    |            |
| 6      | 4  | Heikki Kovalainen    | Renault            | 1:15.524 | 1:15.272   | 1:15.826   | 6    |            |
| 7      | 9  | Nick Heidfeld        | BMW Sauber         | 1:15.783 | 1:15.149   | 1:15.900   | 7    |            |
| 8      | 12 | Jarno Trulli         | Toyota             | 1:16.118 | 1:15.379   | 1:15.935   | 8    |            |
| 9      | 16 | Nico Rosberg         | Williams-Toyota    | 1:16.092 | 1:15.331   | 1:16.328   | 9    |            |
| 10     | 1  | Fernando Alonso      | McLaren-Mercedes   | 1:15.322 | 1:15.084   | [ nota 2 ] | 10   |            |
| 11     | 11 | Ralf Schumacher      | Toyota             | 1:15.760 | 1:15.534   |            | 11   |            |
| 12     | 7  | Jenson Button        | Honda              | 1:16.113 | 1:15.584   |            | 12   |            |
| 13     | 8  | Rubens Barrichello   | Honda              | 1:16.140 | 1:15.761   |            | 13   |            |
| 14     | 15 | Mark Webber          | Red Bull-Renault   | 1:15.746 | 1:15.806   |            | 14   |            |
| 15     | 19 | Scott Speed          | Toro Rosso-Ferrari | 1:15.980 | 1:16.049   |            | 15   |            |
| 16     | 14 | David Coulthard      | Red Bull-Renault   | 1:15.915 | [ nota 2 ] |            | 16   |            |
| 17     | 18 | Vitantonio Liuzzi    | Toro Rosso-Ferrari | 1:16.142 |            |            | 17   |            |
| 18     | 17 | Alexander Wurz       | Williams-Toyota    | 1:16.241 |            |            | 18   |            |
| 19     | 22 | Takuma Sato          | Super Aguri-Honda  | 1:16.244 |            |            | 22   | [ nota 3 ] |
| 20     | 23 | Anthony Davidson     | Super Aguri-Honda  | 1:16.366 |            |            | 19   |            |
| 21     | 21 | Christijan Albers    | Spyker-Ferrari     | 1:17.826 |            |            | 20   |            |
| 22     | 20 | Adrian Sutil         | Spyker-Ferrari     | 1:17.915 |            |            | 21   |            |
| Fonte: |    |                      |                    |          |            |            |      |            |

### Corrida
| Pos.   | Nº | Piloto               | Construtor         | Voltas | Tempo/Diferença      | Grid | Pontos |
| ------ | -- | -------------------- | ------------------ | ------ | -------------------- | ---- | ------ |
| 1      | 6  | Kimi Räikkönen       | Ferrari            | 70     | 1:30:54.200          | 3    | 10     |
| 2      | 5  | Felipe Massa         | Ferrari            | 70     | + 2.414              | 1    | 8      |
| 3      | 2  | Lewis Hamilton       | McLaren-Mercedes   | 70     | + 32.153             | 2    | 6      |
| 4      | 10 | Robert Kubica        | BMW Sauber         | 70     | + 41.727             | 4    | 5      |
| 5      | 9  | Nick Heidfeld        | BMW Sauber         | 70     | + 48.801             | 7    | 4      |
| 6      | 3  | Giancarlo Fisichella | Renault            | 70     | + 51.940             | 5    | 3      |
| 7      | 1  | Fernando Alonso      | McLaren-Mercedes   | 70     | + 56.516             | 10   | 2      |
| 8      | 7  | Jenson Button        | Honda              | 70     | + 58.885             | 12   | 1      |
| 9      | 16 | Nico Rosberg         | Williams-Toyota    | 70     | + 1:08.505           | 9    |        |
| 10     | 11 | Ralf Schumacher      | Toyota             | 69     | + 1 volta            | 11   |        |
| 11     | 8  | Rubens Barrichello   | Honda              | 69     | + 1 volta            | 13   |        |
| 12     | 15 | Mark Webber          | Red Bull-Renault   | 69     | + 1 volta            | 14   |        |
| 13     | 14 | David Coulthard      | Red Bull-Renault   | 69     | + 1 volta            | 16   |        |
| 14     | 17 | Alexander Wurz       | Williams-Toyota    | 69     | + 1 volta            | 18   |        |
| 15     | 4  | Heikki Kovalainen    | Renault            | 69     | + 1 volta            | 6    |        |
| 16     | 22 | Takuma Sato          | Super Aguri-Honda  | 68     | + 2 voltas           | 22   |        |
| 17     | 20 | Adrian Sutil         | Spyker-Ferrari     | 68     | + 2 voltas           | 21   |        |
| Ret    | 19 | Scott Speed          | Toro Rosso-Ferrari | 55     | Câmbio               | 15   |        |
| Ret    | 21 | Christijan Albers    | Spyker-Ferrari     | 28     | Falha ao reabastecer | 20   |        |
| Ret    | 23 | Anthony Davidson     | Super Aguri-Honda  | 1      | Colisão              | 19   |        |
| Ret    | 12 | Jarno Trulli         | Toyota             | 1      | Colisão              | 8    |        |
| Ret    | 18 | Vitantonio Liuzzi    | Toro Rosso-Ferrari | 0      | Colisão              | 17   |        |
| Fonte: |    |                      |                    |        |                      |      |        |

## Tabela do campeonato após a corrida
| Pos.   | Piloto          | Pontos |
| ------ | --------------- | ------ |
| 1      | Lewis Hamilton  | 64     |
| 2      | Fernando Alonso | 50     |
| 3      | Felipe Massa    | 47     |
| 4      | Kimi Räikkönen  | 42     |
| 5      | Nick Heidfeld   | 30     |
| Fonte: |                 |        |

| Pos.   | Construtor       | Pontos |
| ------ | ---------------- | ------ |
| 1      | McLaren–Mercedes | 114    |
| 2      | Ferrari          | 89     |
| 3      | BMW Sauber       | 48     |
| 4      | Renault          | 28     |
| 5      | Williams-Toyota  | 13     |
| Fonte: |                  |        |

- Nota: Somente as primeiras cinco posições estão listadas.